# Eleccions al Parlament Basc de 1980
Les Eleccions al Parlament Basc de 1980 se celebraren el 9 de març de 1980, i fou el primer Parlament Basc escollit democràticament. Amb un cens d'1 554 567 electors, els votants foren 929 051 (59,76%) i 625 476 les abstencions (40,23%). El PNB fou la força més votada, però malgrat tenir una tercera part dels vots, el seu candidat Carlos Garaikoetxea va ser investit lehendakari gràcies al fet que els diputats d'Herri Batasuna van decidir no ocupar els seus escons, seguint l'exemple del Sinn Féin.

## Resultats
- Els resultats foren:[1]

| ← Eleccions al Parlament Basc, 1980 → |         |       |        |
| Partit                                | Vots    | %     | Escons |
| EAJ-PNV                               | 349 102 | 38,10 | 25     |
| Herri Batasuna                        | 151 636 | 16,55 | 11     |
| PSE-PSOE                              | 130 221 | 14,21 | 9      |
| Euskadiko Ezkerra                     | 89 953  | 9,82  | 6      |
| Unió de Centre Democràtic             | 78 095  | 8,52  | 6      |
| Aliança Popular                       | 43 751  | 4,77  | 2      |
| PCE-EPK                               | 36 845  | 4,02  | 1      |
| EMK                                   | 10 959  | 1,20  | 0      |
| ESEI                                  | 6 280   | 0,69  | 0      |
| LKI                                   | 5 182   | 0,57  | 0      |
| ORT-PTE                               | 3 488   | 0,35  | 0      |
| PSOE (h)                              | 2 760   | 0,30  | 0      |
| EKA                                   | 2 434   | 0,37  | 0      |
| PST                                   | 2 099   | 0,23  | 0      |
| UC                                    | 2 044   | 0,22  | 0      |
| Falange Española de las JONS          | 1 466   | 0,16  | 0      |

A part, es comptabilitzaren 3 570 (0,22%) vots en blanc.

## Diputats electes
Arran dels resultats de les eleccions, s'elegiren els següents diputats:

### Àlaba
- Carlos Garaikoetxea (EAJ-PNV)
- Eusebio Albinarrate Egia (EAJ-PNV)
- Alberto Ansola Maiztegi (EAJ-PNV)
- Juan María Ollora Otxoa de Aspuru (EAJ-PNV)
- Félix Ormazábal Askasíbar (EAJ-PNV)
- Patxi Ormazábal Zamakona (EAJ-PNV)
- María Teresa Sáez de Olazagaoitia López de Luzuriaga (EAJ-PNV)
- José Antonio Aguiriano Fornies (PSE-PSOE)
- Eneko Landáburu Illarramendi (PSE-PSOE)
- Pedro María Viana García (PSE-PSOE)
- Telesforo de Monzón Ortiz de Urruela (Herri Batasuna)
- Javier José Pérez de Heredia Aberasturi (Herri Batasuna)
- Iñaki Ruiz de Pinedo Undiano (Herri Batasuna)
- Jesús María Viana Santa Cruz (UCD)
- Alfredo Marco Tabar (UCD)
- Pablo López de Heredia Quintana (UCD)
- Carlos Julián Sainz Angulo (UCD)
- Eduardo Uriarte Romero Teo Uriarte (EE)
- Jon Olaberria Uliondo (EE)
- Santiago de Griñó Rabert (Aliança Popular)

### Biscaia
- Emilio Guevara Saleta (EAJ-PNV)
- Iñaki Anasagasti Olabeaga (EAJ-PNV)
- Josu Bergara Etxebarria (EAJ-PNV)
- Inmaculada Boneta Piedra (EAJ-PNV)
- Jesús María de Leizaola Sánchez (EAJ-PNV)
- Juan José Pujana Arza (EAJ-PNV)
- Carmelo Renobales Vivanco (EAJ-PNV)
- José Luis Robles Canibe (EAJ-PNV)
- Mikel Unzueta Uzkanga (EAJ-PNV)
- Ricardo García Damborenea (PSE-PSOE)
- Juan Manuel Eguiagaray Ucelay (PSE-PSOE)
- José Antonio Saracíbar Saitua (PSE-PSOE)
- Jon Idigoras (Herri Batasuna)
- José Ramón Etxebarria Bilbao (Herri Batasuna)
- Bernardo Onaindía Ribera (Herri Batasuna)
- Josu Aizpurúa San Nicolás (Herri Batasuna)
- Mario Onaindia Natxiondo (EE)
- Joaquín María Aguinaga Torrano (UCD)
- Florencio Aróstegui Zubiaurre (Aliança Popular)
- Roberto Lertxundi Barañano (EPK)

### Guipúscoa
- José María Makua Zarandona (EAJ-PNV)
- Miren Begoña Amunarriz Olano (EAJ-PNV)
- Gurutz Ansola Larrañaga (EAJ-PNV)
- Sabina Ana María Bereciartua Arriaran (EAJ-PNV)
- Carlos Blasco de Imaz (EAJ-PNV)
- Gastor Gárate Muñoz (EAJ-PNV)
- Joseba Andoni Leizaola Azpiazu (EAJ-PNV)
- Ibón Navascúes Ugarte (EAJ-PNV)
- José Antonio Zaldúa Abriza (EAJ-PNV)
- Miguel Castells Artetxe (Herri Batasuna)
- Jokin Goristidi Artola (Herri Batasuna)
- Iñaki Esnaola Etcheverry (Herri Batasuna)
- Iñaki Pikabea Burunza (Herri Batasuna)
- José María Benegas Haddad (PSE-PSOE)
- Ramón Jáuregui Atondo (PSE-PSOE)
- José Antonio Maturana Plaza (PSE-PSOE)
- José Luís Lixundia Ascondo (EE)
- Jon Olaberria Uliondo (EE)
- Martín Auzmendi Aierbe (EE)
- Jaime Mayor Oreja (UCD)